# Francisco Casabona
Francisco Casabona (* 16. Oktober 1894 in São Paulo; † 24. Mai 1979) war ein brasilianischer Komponist italienischer Herkunft.

## Leben
Casabona studierte bis 1917 am Konservatorium von Neapel bei Alessandro Longo und Giovanni Barbieri und unterrichtete dann fünfundzwanzig Jahre lang am Konservatorium von São Paulo. Daneben war er Mitbegründer der Sociedade Sinfônica de São Paulo und Direktor von Rádio Educadora Paulista und wirkte auch als Dirigent. 
Er komponierte zwei Opern, zwei Sinfonien, drei sinfonische Dichtungen, eine Sinfonie für neunzehn Instrumente, ein Klavierkonzert, kammermusikalische Werke, Klavierstücke und Lieder.

## Werke
- Nero, sinfonische Dichtung (1915)
- Crepúsculo sertanejo, sinfonische Dichtung (1916)
- Godiamo la vita, Oper (1917)
- Noite de São João, sinfonische Dichtung (1924)
- Principessa dell’atelier, Oper (1928)
- Sugestões (1929)
- Coco (1937)
- Pindorama (1937)
- Sonata em lá maior (1943)
- Maracatu (1964)